# Староукраїнська мова
Староукраї́нська мо́ва (у Білорусі старобілору́ська мо́ва) — українська мова XIV—XVIII століть. Тогочасна назва — руська мова (мова Русі). Побутувала на українських теренах Литви, Польщі, Молдови та Війська Запорозького (сучасні Україна, Білорусь, Польща, Молдова). Використовувалася як літературна мова у дипломатії, юриспруденції, конфесійній, художній, науковій літературі тощо. До XVI століття була однією з офіційних мов канцелярій Литви та Молдови, де згодом витіснена польською, латиною та молдовською. У XVIII столітті, в Центральній Україні, під впливом заборон указами Найсвятішого Синоду РПЦ, вийшла з ужитку. Відтоді церковну літературу видавали лише церковнослов'янською мовою. На Заході України староукраїнська мова зберігалася до початку ХІХ століття, а на Сході України трималася лише в усній та рукописній формі (колядки, різдвяні та школярські вірші, ділові документи, діаріуші (щоденники), приватне листування, господарські та лікарські довідники і порадники, тощо).

## Походження
- Праіндоєвропейська мова
  -  Прабалтослов'янська мова
    -  Праслов'янська мова
      -  Давньоруська мова
        -  Руська (староукраїнська) мова

## Назва
- Руська мова (англ. Ruthenian language, нім. Ruthenische Sprache, фр. ruthène) — мова русі, мова русинів. Тогочасна назва. Також — рутенська мова, русинська мова.[3]
- Литовська мова — тогочасна назва староукраїнської мови на Московщині, як офіційної мови Великого князівства Литовського.[3]
- Проста мова («простая мова») — тогочасна простонародна назва.
- Старобілоруська мова (біл. старабеларуская мова) — поширена назва у білоруській історіографії та мовознавстві.
- Староукраїнська мова — поширена назва в українській історіографії та мовознавстві[2][4]. Після появи УНР, стали вживати назву «староукраї́нська».
- Західноруська мова (рос. западнорусский язык) — поширена назва у російській й радянській історіографії на противагу російській (східноруській) мові. Для відокремлення від великоруської (російської) мови, тобто говірки східноруських князівств, в історіографії і філології XIX століття для неї вживалась назва західноруська писемна мова, яка тепер вважається застарілою[2].

У білоруській традиції термін «староукраїнська мова» (біл. стараўкраінская мова) прийнятий лише щодо українського варіанту руської мови, що відома в Білорусі як «старобілоруська мова». Білоруські науковці зазначають, що вживання терміна стараўкраінская мова щодо всієї державної мови Великого Князівства Литовського є некоректним, оскільки на їхню думку, особливості офіційних текстів ВКЛ властиві напередусім саме сучасній білоруській, і лише частково — українській. Згідно з українською традицією, старобілоруська мова — регіональний варіант руської мови.

## Історія

### XIV—XVIст.
Українська і білоруська писемні мови XIV — 1-ї пол. XVI ст. представлені головним чином юридичними документами: дарчими і купчими грамотами, заповітами тощо, їхня мова (яка мала у різні часи назви західноруська писемна мова; південноруська, українсько-білоруська) — це колишній діловий стиль літератури Київської Русі (див. Давньоукраїнська мова), збагачений місцевими словами й формами, а також запозиченнями з інших мов. Фонетична і морфологічна системи української мови у грамотах повністю утвердилися, хоч і розходилися часто з традиційною системою письма. Поширювані в Україні й Білорусі в XVI ст. «єресі» (социніанство, реформація) зумовили проникнення елементів простої мови — в основі своїй мови юридичних документів — у конфесійну літературу, а також у полемічну і художню.
З розвитком багатостильової літератури пробуджувалась національна свідомість. В Україні в останній чверті XVI ст. розвивається панегірична література, в якій прославляються подвиги світських і духовних осіб у їхній боротьбі проти іноземних завойовників. Поширенню староукраїнської літературної мови сприяла діяльність православних церковних братств, в які організовувалось міщанство. Вони виникають у Львові, Рогатині, Городку, Бересті (Бресті), Перемишлі, Комарні, Сатанові, Галичі, Красноставі, Більську, Києві, Луцьку та ін. містах. Українська поезія кінця XVI століття ще бідна на тропи, проте для неї вже характерні ті ключові слова, які згодом визначатимуть особливості барокових творів.
Тематично поезія XVI ст. пов'язана з проповідницькою й агіографічною літературою Київської Русі. У ній часто згадуються давні князі, які запровадили в Русі християнство і спорудили величні храми, київські святі подвижники. Автори віршів намагалися писати церковнослов'янською мовою, але не могли уникнути українізмів — лексичних, фонетичних і граматичних під впливом ділової староукраїнської мови. Абстрактна лексика була переважно церковнослов'янського походження: смєлость, честность, добродѣтель, пагуба, немощ, чистота, доброта, блаженство і подібні. У віршах вживаються такі українські слова, як бачити, блищати, бридитися, буяти, богатѣти, вбогий, вельми, витати, глытати, згуба, зготовати, забути, застати, завжды, зопсовати, заживати, мова, мачуха, мусити, надія, невимовне, нищить, ображати, оздоба, обіцяти, почути, погамувати, панувати, памятати, палати (про вогонь), прудко, праця та ін. Активно входили в староукраїнську поезію й власне українські слова. Уже на початку XVI ст. староукраїнською мовою створюється багата полемічна література. Її особливістю є широке використання термінологічної лексики.

### XVIIст.
У XVII ст. в лексиці староукраїнської мови відбуваються активні процеси творення нової суспільно-політичної та адміністративно-правової лексики. З'являються назви нових суспільних станів (козацтво, поспольство, городова старшина, чернь, шляхетні й посполиті люди, військові люди), утверджуються давні і виникають нові назви військових і цивільних посад. Розширення тематики ділових документів, творів інших стилів, зокрема художніх, веде до поповнення лексики старої української мови суто народними словами.
XVII ст. збагатило українське культурне життя такими працями, як «Грамматіки славенския правилноє Сvнтаґма» Мелетія Смотрицького (1619) та її анонімна скорочена переробка «Грамматіки или письменница языка Словенского» (1638), «Лексіконъ славеноросскій и именъ тлъкованїє» Памва Беринди (1627) та ін. Вони значною мірою унормували як тодішню церковнослов'янську мову (Лаврентій Зизаній), так і староукраїнську літературну мову. Граматикою староукраїнської мови була «Грамматика словенская» І. Ужевича (1643, 1645). Активно розвивається барокова староукраїнська література, мова якої насичена образними словами. Розбудові староукраїнської літературної мови у XVII — на початку XVIII ст. сприяла Києво-Могилянська колегія (згодом академія), яка згуртувала навколо себе видатних наукових і літературних діячів: Йоаникія Галятовського, Лазаря Барановича, Антонія Радивиловського, Інокентія Гізеля, Варлаама Ясинського, Стефана Яворського, Дмитра Туптала, Івана Величковського та ін. Києво-Могилянська академія була й осередком розвитку драми. Твори цього жанру написані староукраїнською літературною мовою і практично не відрізняються від мови поезії: українські фонетичні, граматичні і лексичні особливості в ній виявляються досить виразно.
Проте наприкінці XVII — початку XVIII ст. мова драм досить істотно змінюється: староукраїнську мову поступово змінює т. з. слов'яноруська, тобто значною мірою церковнослов'янська. У проповідницькій літературі, зокрема в «Ключі разумѣнія…» Йоаникія Галятовського, зростає кількість запозичень у суспільно-політичній лексиці. У XVII — на початку XVIII ст. була поширена літописна література, пов'язана переважно з національно-визвольною війною під проводом Б. Хмельницького. Мова літописів неоднорідна. Якщо в «Літописі Самовидця» вона староукраїнська, то в пізніших літописах, зокрема Самійла Величка, із значною домішкою церковнослов'янських слів і форм.
Суто народна мова в XVII—XVIII ст. була представлена в інтермедіях до різдвяних і великодніх драм та в інших розважальних творах. Проте в 2-й пол. XVIII ст. з'явилися й перші спроби літературної творчості народною українською мовою («Ярмарок» і «Замыслъ на попа» та ін. І. Некрашевича — попередника І. Котляревського, який започаткував українську літературну мову на народній основі).

### XVIIIст.

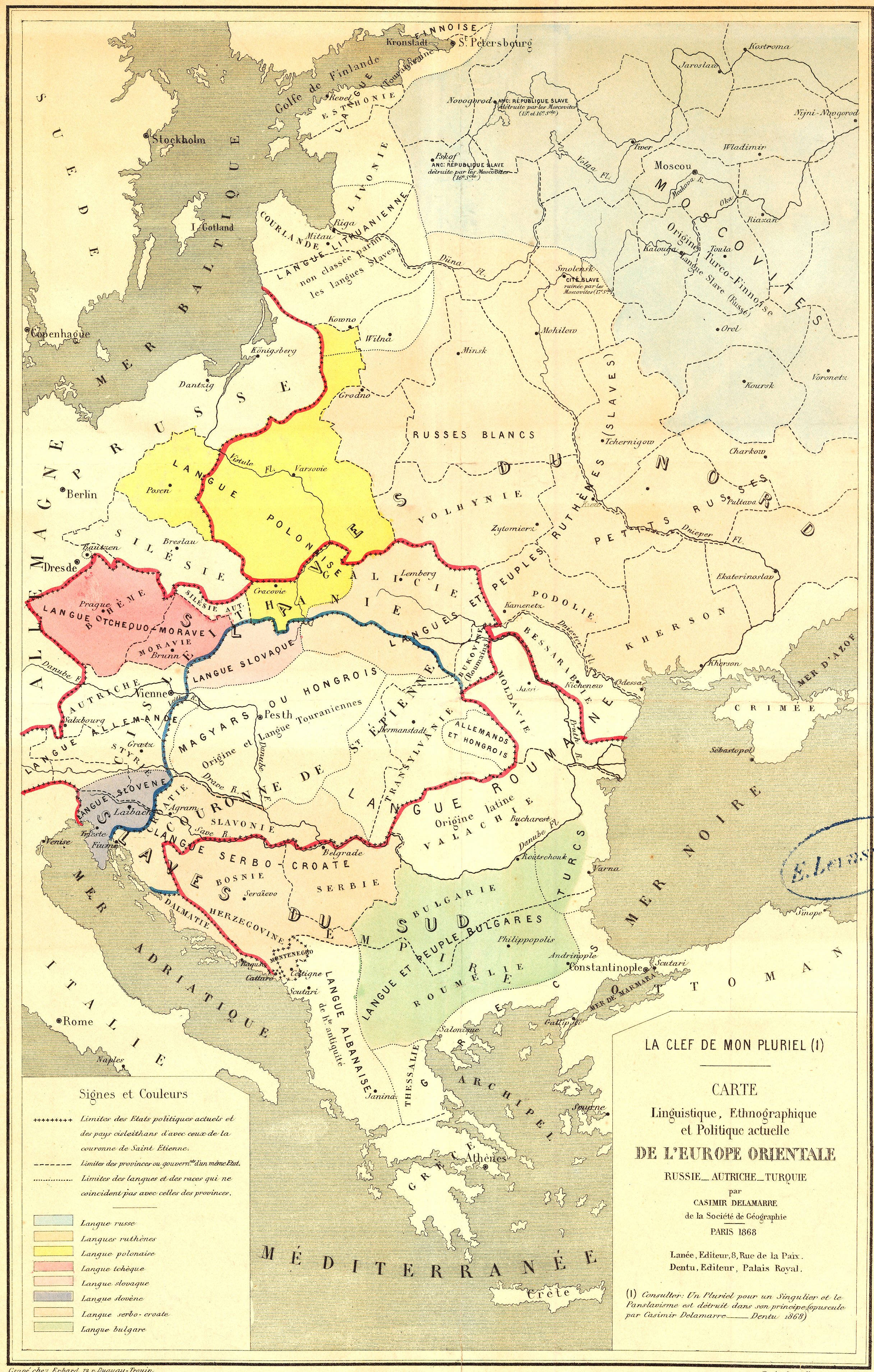
Мовна, етнічна та політична мапа Східної Європи Казимира Делямара, 1868 рік
рутенський народ та рутенська мова

У 1720, коли російський цар Петро І затвердив указ Синоду про те, що в Києві і Чернігові книжки мають друкуватися тільки такою мовою, яка нічим не відрізняється від московської, над староукраїнською літературною мовою нависла серйозна загроза. Наступні синодальні укази з вересня 1721, січня й грудня 1727, березня 1728 щораз більше обмежували діяльність Києво-Печерської друкарні. Церковна література відтоді видавалася лише церковнослов'янською мовою. Загальмувався й розвиток українською мовою навчальної та художньої літератури. Залишалася тільки рукописна українська література, представлена колядками, різдвяними віршами, виголошувана спудеями й мандрованими дяками, а також традиційні ділові документи, діаріуші, різноманітні господарські й лікарські довідники та порадники. Друкована ж література писалася слов'яноруською мовою.
Слов'яноруська мова, що витіснила староукраїнську, була штучним витвором, що спирався передусім на церковнослов'янську мову. Українські автори XVIII ст., пишучи свої твори, свідомо чи несвідомо, хотіли влитися в загальноросійський культурний контекст. Навіть більше — вони творили його, бо російська література з їхньою участю тільки-но починала розвиватися. У мові філософських творів Г. Сковороди наявні і церковнослов'янські елементи, і українізми, і русизми. Слугуючи культурним потребам українців, слов'яноруська мова витискала з ужитку вже освячену кількома століттями староукраїнську літературну мову. Таким чином, слов'яноруська літературна мова об'єктивно відігравала деструктивну роль щодо староукраїнської мови. Але, руйнуючи староукраїнську мову і відкриваючи тим самим простір для поширення в Україні російської літературної, ця штучна мова відкривала місце і для творення нової української літературної мови — уже на суто народній основі.

## Приклад

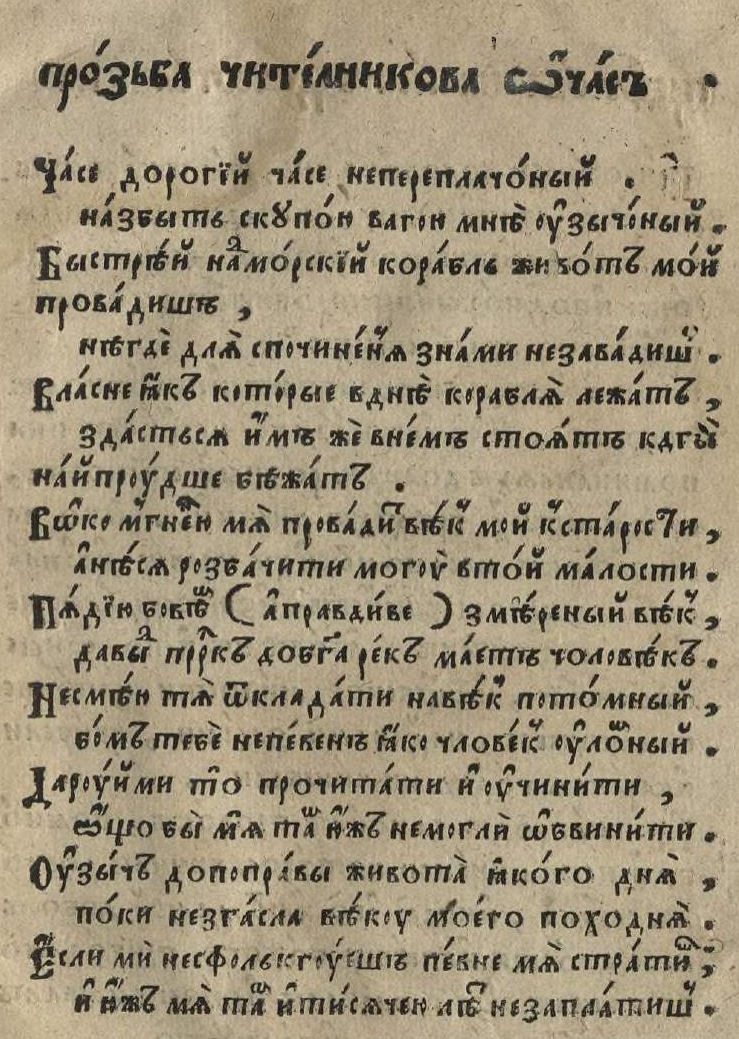
Вірш Даміана Наливайка «Прозьба чите́лникова ώ ча́съ» — приклад літературної української мови XVII ст., книга «Лѣкарство на оспалый умыслъ чоловѣчій», Острог, 1607 р.
Ча́се дорогїй, ча́се непереплачо́ный,
на́збыть скупо́ю ваго́ю мнѣ́ оузычо́ный,
Быстрѣй на(д) мо́рскїй кора́бль живо́тъ мо́й прова́дишъ,
нѣгде́ длѧ́ спочине́н(ь)ѧ з на́ми не зава́диш(ъ).

- Гл̃ющи(м) бо Грекω(м) / παυ̃σον τήν γλώσσαν σο̃υ από κάκου και χείλη σο̃υ του̃ μή λαλη̃σαι δόλον.
- Славέнски прεвóдимъ, Оудέржи язык(ъ) свóй ω(т) зла / и оустнѣ́ своѣ έжε нε гл̃áти лсти:
- Руски исто(л)кóвуεмъ / Гамýй языкъ свой ω(т) злогω, и оуста твои нεхай нε мовятъ зрады.

(Мелетій Смотрицький, «Грамматіки славенския правилноє Сvнтаґма»)
Приклад із Львівського літопису:
|                      | 1597: Наливайка загублено.1598: По дахахъ, по домахъ щось пысало, и падало на землю, що и люде слыхали, якъ о землю чимъ ударивъ, а потому скотъ здыхалъ барзо. 1599: Моръ былъ великій во Львовѣ, що мовили и птахъ, якъ летѣлъ, презъ мѣсто, впалъ и здохъ. 1616: … а Сцѣбора и Сурма чвертовано. Такую имъ нагороду дано. 1619: Канцлѣра Жолковского в Волосѣхъ забито, и Корецкого взято, бо безъ Козаковъ войну точилъ, мовилъ такъ: „Не хочу я зъ Грицями воевати; нехай идутъ до ролѣ, або свинѣ пасти.“ Въ той часъ тутъ трвога наступила. Татаровъ великое множество розсѣялося было. Не было такого человѣка, що бы ся не трвожилъ. 1620: Въ той часъ Сагайдачный спосредку Турковъ беручи по едному водилъ до своего обозу. Тамъ его пострѣлено и умеръ, а въ Кіевѣ лежитъ тѣло его. |
| — Львівський літопис | |

### Словники
- Словник староукраїнської мови XIV—XV ст.: У 2 т. / Укл.: Д. Г. Гринчишин, У. Я. Єдлінська, В. Л. Карпова, І. М. Керницький, Л. М. Полюга, Р. Й. Керста, М. Л. Худаш. — К.: Наукова думка, 1977—1978. — Т. 1 — 2.
- Словник української мови XVI — першої половини XVII ст.

### Монографії
- Горобець В. Й. Лексика історико-мемуарної прози першої половини XVIII ст. К., 1979.
- Грунський М. К., Ковальов П. К. Нариси з історії української мови. Л., 1941.
- Грушевський М. С. Історія української літератури, т. 5-6. К., 1995—1996.
- Гудзій М. К. Українські інтермедії XVII—XVIII ст. К., 1960.
- Дэже Л. Украинская лексика серед. XVI века. Няговские поучения (словарь й анализ). Дебрецен, 1985.
- Житецкий П. Очерк лит. истории малорус. наречия в XVII в. с приложением словаря книжной малорус. речи по рукописи XVII века. К., 1889.
- Німчук В. В. Мовознавство на Україні в XIV—XVII ст. К., 1985.
- Огієнко І. Історія української літературної мови. К., 1995.
- Огієнко І. Українська літературна мова XVI-го ст. і український Крехівський Апостол 1560-х p., т. 1 — 2. Варшава, 1930.
- Сімович В. Хрестоматія з пам'ятників староукраїнської мови (старого й середнього періоду до кінця XVIII стол.) — з додатком вибору зі староболгарських памяток зі словничком / Др. Василь Сімович. — [Б. м.], 1932.
- Худаш М. Л. Лексика українських ділових документів кінця XVI — початку XVIII ст. К., 1961.
- Фаріон І. Д. Суспільний статус староукраїнської (руської) мови у XIV—XVII століттях: мовна свідомість, мовна дійсність, мовна перспектива: монографія / І. Д. Фаріон. — 2-е вид., випр. — Львів: Львівська політехніка, 2018. — 656 с. — ISBN 966-941-139-6.

### Статті
- Hrabec S., Lehr-Splawinski Т., Zwolinski P. Rozwoj jezyka ukrairiskiego // Kwartalnik Inst. pol.-radzieckiego, 1955, 1/2.
- Староукраїнська літературна мова // Google Академія

### Довідники
- Півторак, Г. П. Староукраїнська літературна мова // Енциклопедія історії України : у 10 т. / редкол.: В. А. Смолій (голова) та ін. ; Інститут історії України НАН України. — К. : Наукова думка, 2012. — Т. 9 : Прил — С. — С. 829. — ISBN 978-966-00-1290-5.
- Русанівський, В. М. Староукраїнська літературна мова // Енциклопедія «Українська мова». Київ, 2000.